# Wasserkraftwerk Lungern
Wasserkraftwerk Lungern är ett vattenkraftverk i Schweiz.   Det ligger i kantonen Obwalden, i den centrala delen av landet, 60 km öster om huvudstaden Bern. Wasserkraftwerk Lungern ligger 494 meter över havet. Det ligger vid sjön Lungernsee.
Terrängen runt Wasserkraftwerk Lungern är bergig söderut, men norrut är den kuperad. Wasserkraftwerk Lungern ligger nere i en dal. Närmaste större samhälle är Giswil, 1,3 km norr om Wasserkraftwerk Lungern. 
Trakten runt Wasserkraftwerk Lungern består i huvudsak av gräsmarker. Runt Wasserkraftwerk Lungern är det glesbefolkat, med 17 invånare per kvadratkilometer.